# Ратуш (Теленештський район)
Ратуш (рум. Ratuș) — село у Теленештському районі Молдови. Адміністративний центр однойменної комуни, до складу якої також входять села Миндра, Серетеній-Ной, Зеїкань та Зеїканій-Ной.

## Населення
За даними перепису населення 2004 року у селі проживали 919 осіб.
Національний склад населення села:
| Національність       | Кількість осіб | Відсоток   |
| -------------------- | -------------- | ---------- |
| молдавани румуни     | 910 5          | 99,0% 0,5% |
| українці             | 2              | 0,2%       |
| болгари              | 1              | 0,1%       |
| інша / без відповіді | 1              | 0,1%       |
| Всього               | 919            | 100%       |